# Vasil Mohorita
Vasil Mohorita (Praga, 19 de septiembre de  1952) es un ex empresario checo y checoslovaco, político del Partido Comunista de Checoslovaquia (KSČ por sus siglas en checo y eslovaco). Después de la llegada al poder de Mijaíl Gorbachov y el comienzo de la perestroika en la Unión Soviética, se convirtió en presidente del Comité Central de la Unión de la Juventud Socialista (SSM) y miembro del Consejo Nacional Checo. Después de la Revolución de Terciopelo, fue vicepresidente del Partido Comunista y miembro de la Cámara del Pueblo de la Asamblea Federal de Checoslovaquia. Más tarde fue miembro del Partido Laborista Democrático y presidente del Partido del Socialismo Democrático.

## Biografía
De 1971 a 1972, completó un curso de un año en la Universidad del Komsomol de Moscú. De 1982 a 1986 se desempeñó como secretario del Comité Central Checo de la Unión de la Juventud Socialista (SSM), también fue presidente de la sede de la universidad checa de la SSM y vicepresidente de la sede de la universidad checoslovaca de la SSM, en 1986 se convirtió en presidente de la sección checa de la SSM. Comité y vicepresidente del Comité Central nacional de la SSM. En 1987, presidente del Comité Central nacional de la SSM.
El XVII Congreso del Partido Comunista lo eligió como candidato al Comité Central del Partido Comunista, fue trasladado al cargo de Comité Central del Partido Comunista el 9 de abril de 1988. En ese momento era el miembro más joven del liderazgo del Partido Comunista. De abril de 1988 a 1988 también ocupó el cargo de miembro del Secretariado del Comité Central del Partido Comunista, en noviembre de 1989 fue miembro del Presidium del Comité Central del Partido Comunista y secretario del Comité Central del partido Comunista. En las elecciones de 1986, fue elegido miembro del Consejo Nacional Checo, donde ocupó su presidencia.
Su carrera política culminó poco después de la Revolución de Terciopelo. Durante esta, junto con otro representante de la generación más joven de funcionarios comunistas, Ondřej Šaling, dirigió las negociaciones con los líderes del Foro Cívico y Václav Havel. El XVIII Congreso del Partido Comunista, celebrado de forma extraordinaria en diciembre de 1989, lo eligió para el cargo de vicepresidente del partido. A partir de 1990, figura profesionalmente como primer secretario del Comité Central del Partido Comunista en Praga.
En enero de 1990, estuvo en el proceso de cooptación a la Asamblea Federal después de la Revolución de Terciopelo en la Cámara del Pueblo (distrito electoral n° 10, formado por Praga 7 y Praga 8) como diputado por el Partido Comunista, en representación de más conjuntos los nuevos estándares descargaron una actividad política más fuerte.
Defendió su mandato en las primeras elecciones democráticas libres de junio de 1990. Perdió influencia política durante el período electoral, especialmente después de que Jiří Svoboda se convirtiera en el líder del partido. Luego dejó el grupo parlamentario comunista y fue un miembro no afiliado. Dentro del Partido Comunista de Bohemia y Moravia (KSČM, sucesor del KSČ), en la primavera de 1991, formó la facción de Izquierda Democrática del KSČM, que exigió un cambio en el nombre del partido. Los miembros de esta facción (además de Mohorita, estaba Michal Kraus, más tarde político del Partido Socialdemócrata Checo, CSSD) abandonaron el KSČM poco antes del final del referéndum, en el que la mayoría de votantes apoyó mantener el nombre de "Partido Comunista", se unieron a algunos exmiembros del Partido Socialista Checoslovaco, actual Partido Nacional Social Checo, y formó una formación llamada Facción Democrática del Trabajo. Mohorita permaneció en la Asamblea Federal hasta el final de su mandato, es decir, hasta las elecciones de 1992.
De 1997 a 1998, fue presidente del Partido del Socialismo Democrático, una formación de izquierda no comunista que no ganó una influencia significativa. Dirigió el partido en las elecciones parlamentarias de 1996 . El partido falló en ellos. En la primavera de 1998, Mohorita cuestionó el significado de la continua existencia independiente del partido. Luego de que esta propuesta no fue aceptada, renunció a su cargo y abandonó el partido.
En la década de los noventa se dedicó a los negocios. Centrado en la cooperación con empresas de Rusia y Ucrania. Al principio tuvo éxito, pero luego su negocio quebró.
Después de más de veinte años de matrimonio, se divorció de una mujer con la que crio dos hijos. Según un informe de 2009, vivía en Londres y se ganaba la vida lavando platos en restaurantes. Según sus colegas, afirmó haber trabajado en el Reino Unido desde 2002. Luego comenzó a trabajar como limpiador en el centro de Praga.